# Kostel svatého Jakuba Staršího (Krhov)
Kostel svatého Jakuba Staršího je farní kostel římskokatolické farnosti Krhov; nachází se ve středu obce Krhov. Kostel je jednolodní raně barokní stavbou s polygonálním závěrem. Je umístěn v centru obce na vyvýšené terase, která je zpevněna kamennou zdí. Kostel byl pravděpodobně postaven na původním středověkém jádře. V interiéru kostela je hlavní oltář, kromě něj jsou součástí kostela také další dva oltáře vedlejší a výklenek pro Boží hrob. Kostel je chráněn jako kulturní památka České republiky.

## Historie
Kostel byl postaven pravděpodobně kolem roku 1253, kdy se uvádí v krhovské farnosti farář Eneas de Gurrihev. V roce 1531 byl kostel katolický. Před rokem 1575 byla farnost s kostelem postoupena protestantům. Po bitvě na Bílé hoře se kostel stal opět katolickým.
Kostel byl upraven do současné raně barokní podoby v 17. století. Do stěny kostela byly zabudovány tři tabulky s nápisy pohřbených. V roce 1808 byla zakoupena socha svatého Fabiána. Kolem roku 1839 byla přistavěna hranolová věž. V roce 1882 byl kostel rozšířen o výklenek pro Boží hrob, v roce 1890 byla pořízena socha Panny Marie Lurdské. K velké rekonstrukci kostela došlo v roce 1902, kdy byl opraven hlavní oltář.
Na věži jsou umístěny celkem tři zvony.